# Bentley Continental GT
El Bentley Continental GT és un automòbil esportiu de gran turisme del fabricant anglès Bentley. És un 2+2 places amb motor davanter longitudinal i tracció a les quatre rodes. S'ofereix amb carrosseries coupé i descapotable de dues portes ("Continental GTC"), posats a la venda en intervinguts de 2003 i finalitats de 2006 respectivament. Alguns dels seus rivals són el Aston Martin DB9, el Ferrari 612 Scaglietti i el Mercedes-Benz Classe CL.
El seu motor a gasolina és un 12 cilindres en W de 6.0 L de cilindrada amb doble turbocompressor i 560 CV de potència màxima. A causa d'això, i al pes de 2400 kg, té un consum mitjà de 17,1 L/100 km segons la norma europea. A principis de 2008 es va posar a la venda la versió "Continental GT Speed" amb el mateix motor que la versió bàsica però potenciat a 600 CV. Accelera de 0 a 100 km/h en 4,5 s, té una velocitat màxima de 326 km/h, i consumeix 16,6 L/100 km.
En el Saló de l'Automòbil de Frankfurt de l'any 2011 es va presentar una actualització de la versió GTC la comercialització del qual va començar a la fi del mateix any. En ella s'actualitza el motor que segueix sent el W12 de sis litres de cilindrada però que ara rendeix una potència màxima de 575 CV.
Va aparèixer en la pel·lícula 2012, a més d'aparèixer en videojocs com Asphalt 8:Airborne i/o sagues de Need For Speed

## Competició
El Bentley Continental GT va fer una curiosa aparició en el Ral·li de Gran Bretanya de 2012 (fora de la competició) pilotat per Kris Meeke durant el tram Sweet Lamb disputat el primer dia de carrera, formant part d'un reportatge per al programa de televisió Top Gear.
La companyia va signar un acord en 2012 amb M-Sport per a l'adaptació del model Continental a la categoria GT3.

## Rendiment
Per a versió Convertible 2012
- 0-60 mph: 4.912
- 0-100 mph: 11.28
- 1/4 milla: 13.27 @ 109.8 mph
- Velocitat màxima: 190.66 mph

### Galeria

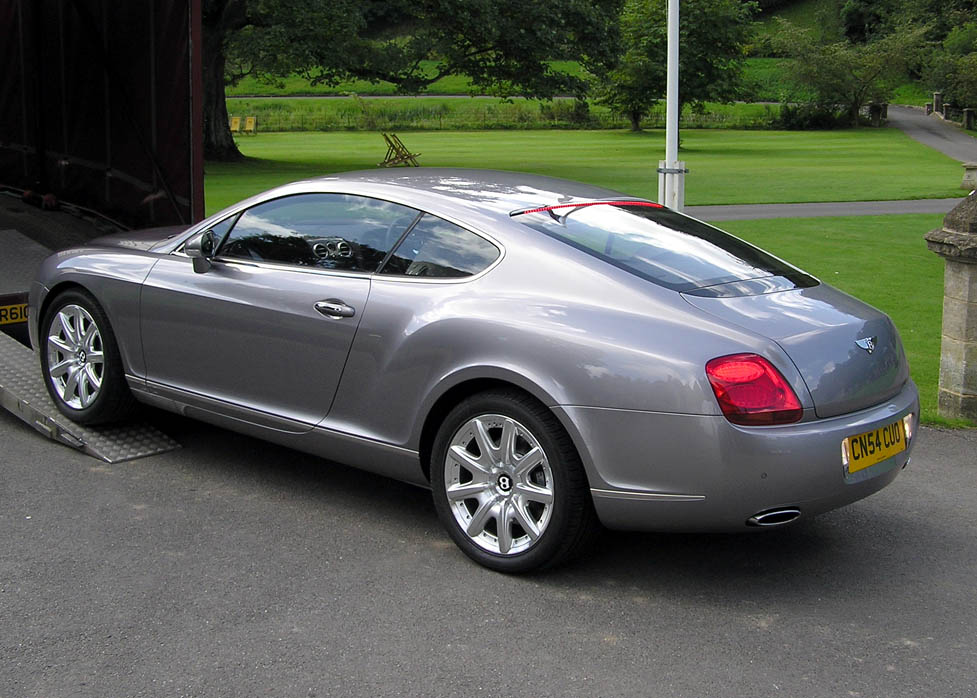
Lateral del Bentley Continental GT.
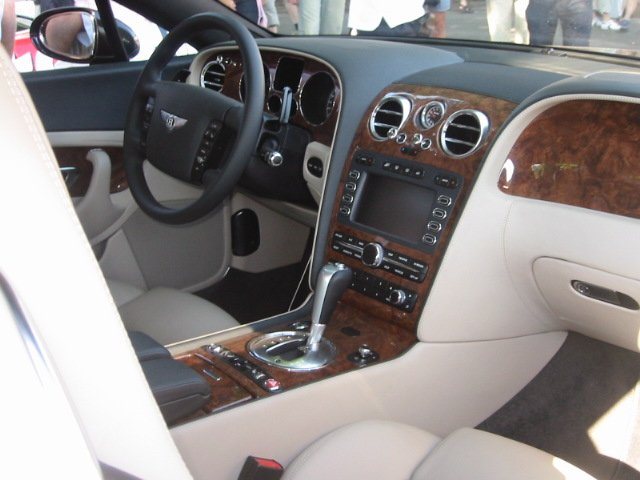
Interior del Bentley Continental GT.
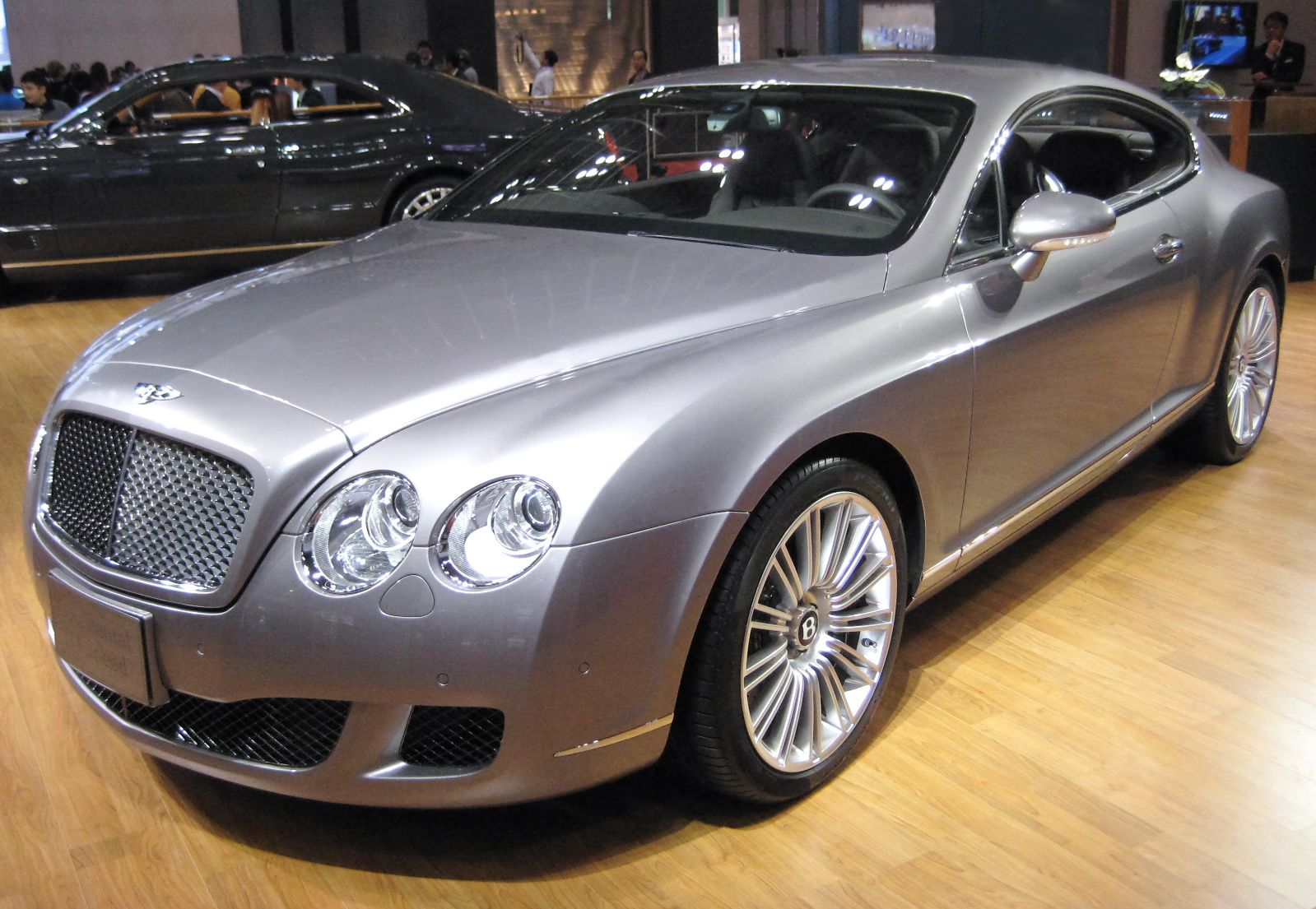
Bentley Continental GT Speed.
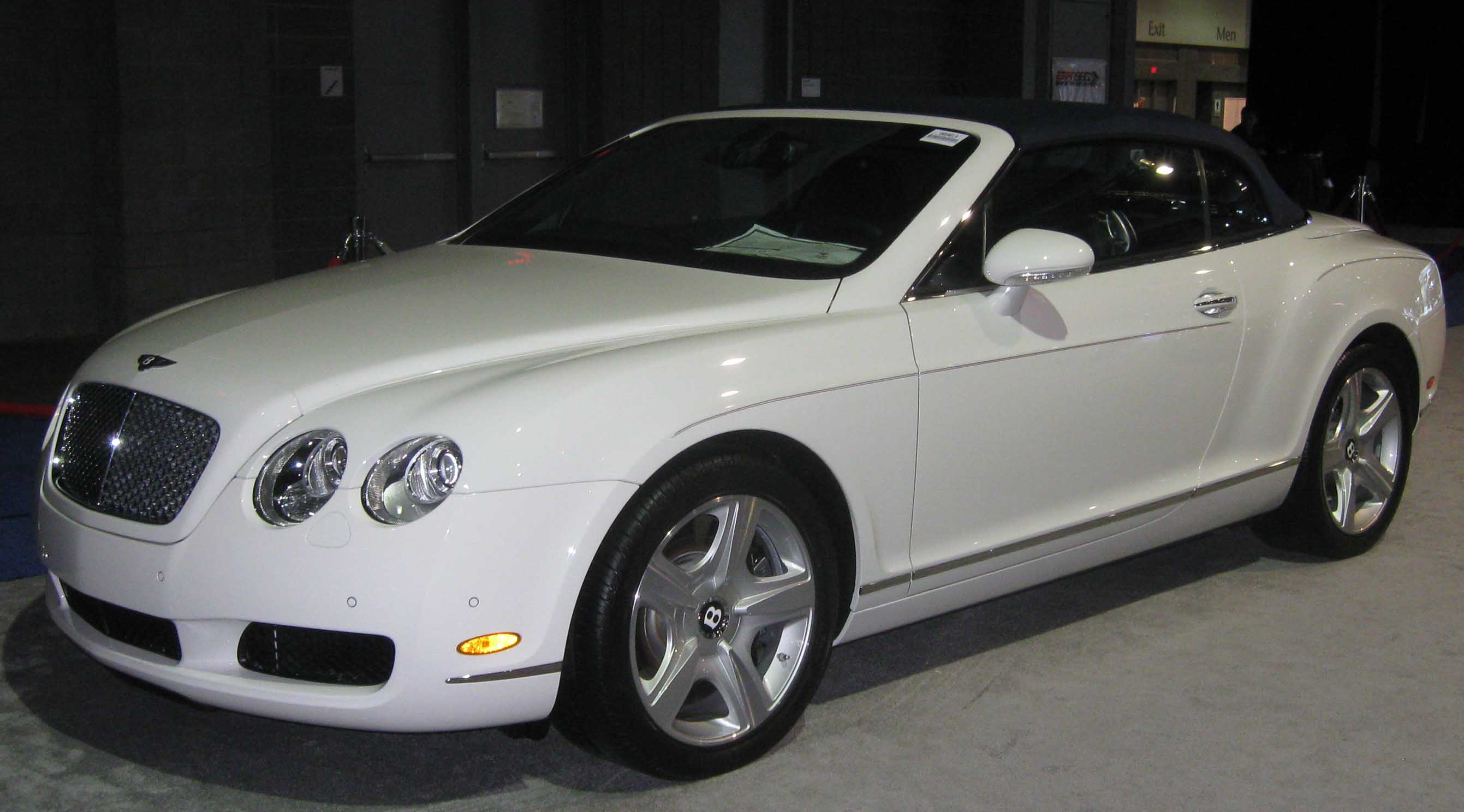
Bentley Continental GTC.
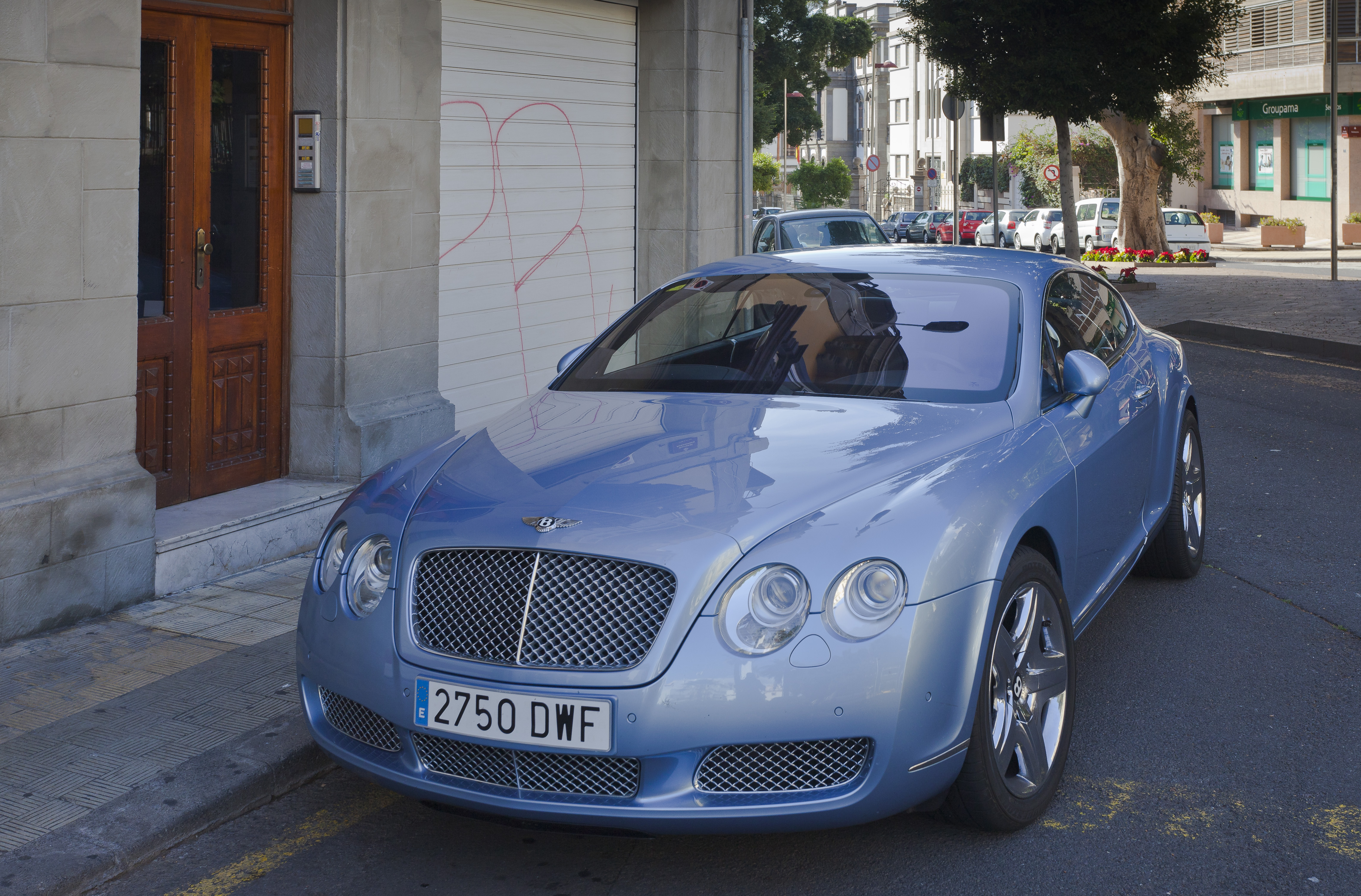
Bentley Continental GT Supersports.